# Codi de correcció d'errors

Exemple de codi Haming(7,4) de les dades 0111 a 0001111. La paritat dels cercles vermell, verd i blau són tots parells (el verd i el blau tenen 2 1; el vermell té 4 1).

En informàtica, telecomunicacions, teoria de la informació i teoria de la codificació, s'utilitza un codi de correcció d'errors, de vegades codi de correcció d'errors (amb acrònim anglès ECC) per controlar els errors de les dades a través de canals de comunicació poc fiables o sorollosos. La idea central és que el remitent codifica el missatge amb informació redundant en forma d'ECC. La redundància permet al receptor detectar un nombre limitat d'errors que es poden produir en qualsevol part del missatge i, sovint, corregir aquests errors sense retransmissió. El matemàtic nord-americà Richard Hamming va ser pioner en aquest camp a la dècada de 1940 i va inventar el primer codi de correcció d'errors el 1950: el codi Hamming (7,4).
L'ECC contrasta amb la detecció d'errors perquè els errors que es troben es poden corregir, no simplement detectar-se. L'avantatge és que un sistema que utilitza ECC no requereix un canal invers per sol·licitar la retransmissió de dades quan es produeix un error. L'inconvenient és que hi ha una sobrecàrrega fixa que s'afegeix al missatge, per la qual cosa cal un ample de banda més gran del canal de transmissió.
Molts codificadors/decodificadors ECC també poden generar un senyal de taxa d'error de bits (BER), que es pot utilitzar com a retroalimentació per afinar l'electrònica analògica de recepció.
El teorema de codificació del canal sorollós de Claude Shannon es pot utilitzar per calcular l'amplada de banda màxima de comunicació possible per a una probabilitat d'error màxim acceptable donada.
Correcció d'errors en endavant:
En telecomunicacions, teoria de la informació i teoria de la codificació, la correcció d'errors directes (amb acrònim anglès FEC) o codificació de canals és una tècnica utilitzada per controlar els errors en la transmissió de dades per canals de comunicació poc fiables o sorollosos. La idea central és que l'emissor codifiqui el missatge d'una manera redundant, la majoria de vegades utilitzant un ECC.
Comprovació de paritat de baixa densitat (LDPC):
Els codis de verificació de paritat de baixa densitat (LDPC) són una classe de codis de bloc lineal altament eficients fets a partir de molts codis de verificació de paritat única (SPC). Poden proporcionar un rendiment molt proper a la capacitat del canal (el màxim teòric) mitjançant un enfocament de descodificació de decisions suaus iterades, amb una complexitat de temps lineal en termes de longitud de bloc. Les implementacions pràctiques depenen en gran manera de la descodificació dels codis SPC constitutius en paral·lel.